# 布莱克希思 (新南威尔士州)
布萊克希思是位於澳大利亞的一個小鎮，座落於新南威爾斯州卡通巴以及維多利亞山之間的藍山最高點附近。該鎮的海拔高度約為1,065公尺（3,494英尺），位於雪梨西北西方約120公里（75英里）處、卡通巴西北方約11公里（6.8英里）處、距離利斯戈東南約30公里（19英里）。
布萊克希思擁有一座藝術社區，有兩個每個月舉辦一次的市場——布萊克希思種植者市場（Blackheath Growers Market）和布萊克希思社區市場（The Blackheath Community Market），以及一年一度的聖誕市場、古董市場和每兩個月舉辦一次的工藝品市場。該鎮還有許多社區活動，例如成立於2002年的布萊克希思哲學論壇（Blackheath Philosophy Forum），其旨在安排有關哲學及相關主題的公共討論論壇。
根據2016年的人口普查數據顯示，布萊克希思的人口為4,396人。